# یواس‌اس واسپ (۱۸۱۴)
یواس‌اس واسپ (۱۸۱۴) (به انگلیسی: USS Wasp (1814)) یک کشتی بود که طول آن ۱۱۷ فوت ۰ اینچ (۳۵٫۶۶ متر) بود. این کشتی در سال ۱۸۱۳ ساخته شد.